# Red Ghost (jeu vidéo)
Red Ghost est un jeu vidéo de tactique en temps réel développé par Maelstrom Games et édité par Empire Interactive, sorti en 1995 sur DOS.

## Accueil
| Red Ghost |      |       |
| Média     | Pays | Notes |
| Gen4      | FR   | 3/6   |
| Joystick  | FR   | 79 %  |
| PC Team   | FR   | 85 %  |